# Рептово (Західнопоморське воєводство)
Рептово (пол. Reptowo, нім. Karolinenhof) — село в Польщі, у гміні Кобилянка Старгардського повіту Західнопоморського воєводства.
Населення — 809 осіб (2011).
У 1975-1998 роках село належало до Щецинського воєводства.

## Демографія
Демографічна структура станом на 31 березня 2011 року:
|          | Загалом | Допрацездатний вік | Працездатний вік | Постпрацездатний вік |
| -------- | ------- | ------------------ | ---------------- | -------------------- |
| Чоловіки | 401     | 87                 | 289              | 25                   |
| Жінки    | 408     | 78                 | 265              | 65                   |
| Разом    | 809     | 165                | 554              | 90                   |